# St. Bonifatius (Mannheim-Friedrichsfeld)

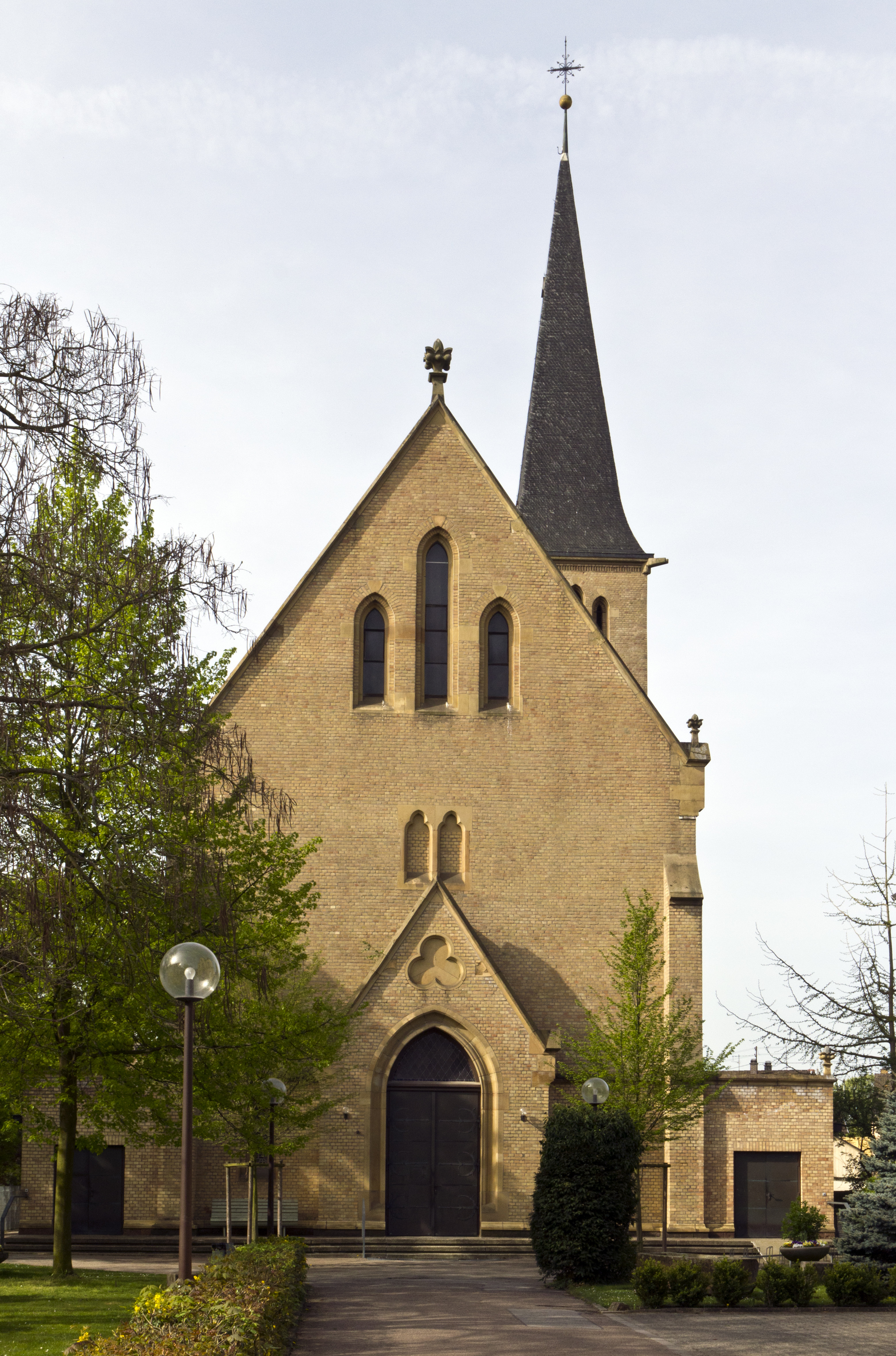
St.-Bonifatius-Kirche

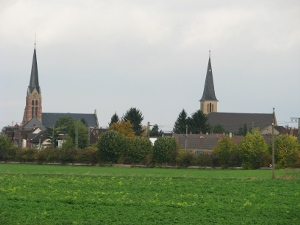
Ansicht von Südosten, links die evangelische Johannes-Calvin-Kirche.

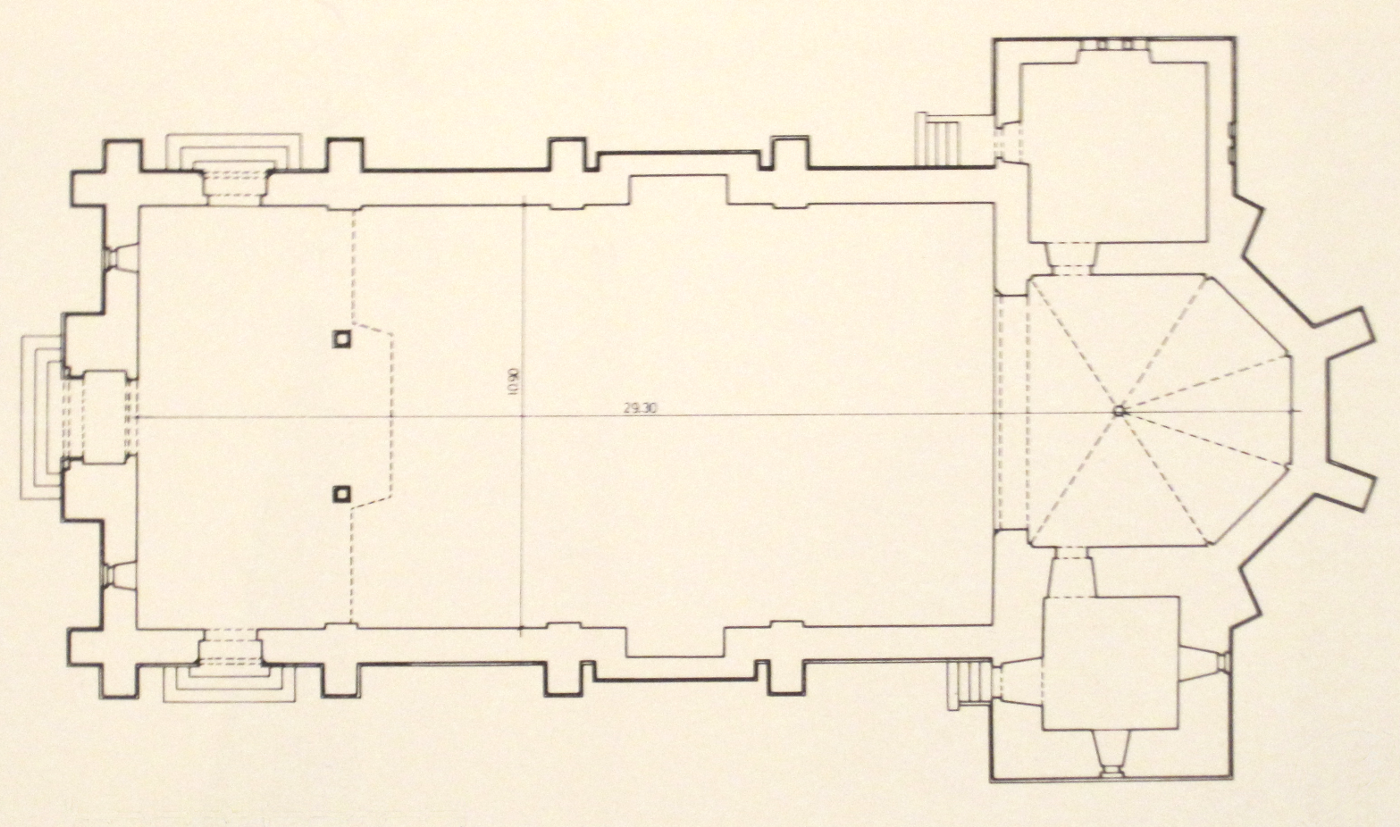
Ursprünglicher Grundriss ohne Seitenschiffe

St. Bonifatius ist eine katholische Kirche im Mannheimer Stadtteil Friedrichsfeld. Sie wurde zwischen 1897 und 1899 nach den Plänen von Ludwig Maier im neugotischen Stil erbaut.

## Geschichte
Das im 17. Jahrhundert gegründete Friedrichsfeld ist eine vergleichsweise junge Siedlung. Für die Katholiken im Ort war die Kirche in Seckenheim zuständig. Begünstigt durch den Bau der Eisenbahn wuchs die Einwohnerzahl im 19. Jahrhundert stark an, so dass der Wunsch nach einer eigenen Kirche aufkam. Finanziell unterstützt vom Bonifatius-Verein der Erzdiözese Freiburg und der Pfälzer Katholischen Kirchenschaffnei konnte im September 1897 der erste Spatenstich vollzogen werden. Am 26. September 1899 konsekrierte Weihbischof Justus Knecht die Kirche, die dem Heiligen Bonifatius geweiht wurde. Nachdem Friedrichsfeld bereits 1897 Filialgemeinde geworden war, wurde St. Bonifatius 1905 zur selbständigen Pfarrei erhoben.
Nach der Beseitigung der Schäden aus dem Zweiten Weltkrieg sowie eines heftigen Sturms 1954 erhielt die Kirche 1960 zwei Seitenschiffe. Bis 1998 erfolgte eine Generalsanierung, bei der Teile des neugotischen Innenraums wiederhergestellt wurden. 2002 schlossen sich die Gemeinden St. Bonifatius, St. Aegidius (Mannheim-Seckenheim), St. Andreas und St. Bruder Klaus (Edingen-Neckarhausen) zur Seelsorgeeinheit Mannheim-Südost zusammen.

## Beschreibung
St. Bonifatius steht im Süden von Friedrichsfeld von der Straße zurückgesetzt. Sie ist eine ursprünglich einschiffige Kirche mit 3/8-Chorschluss. Hinzu kamen zwei moderne Seitenschiffe. Das in gelbem Backstein gehaltene Langhaus ist 29 Meter lang, 11 Meter breit und 11 Meter hoch. Der mit einem spitzen Zeltdach versehene Kirchturm steht an der Chorflanke, an der gegenüberliegenden Seite befindet sich die Sakristei.
Der Altar aus kristallinem Marmor stammt aus dem Jahr 1968. Ein Kruzifix wurde nach gotischer Tradition als Triumphkreuz im Chor aufgehängt. Es war einst zum Gedenken an die Gefallenen der Gemeinde an der Außenwand der Kirche angebracht, ehe es 1988 restauriert wurde. Eine Anna-selbdritt-Statue und eine Maria-Statue stammen aus der Zeit um 1500. Die Herz-Jesu-Statue war einst Teil des ehemaligen Hochaltars der Kirche St. Sebastian und wurde um 1900 geschaffen. Eine Bildtafel vereinigt Jesus und die vier Evangelisten, die von der abgegangenen Kanzel stammen.

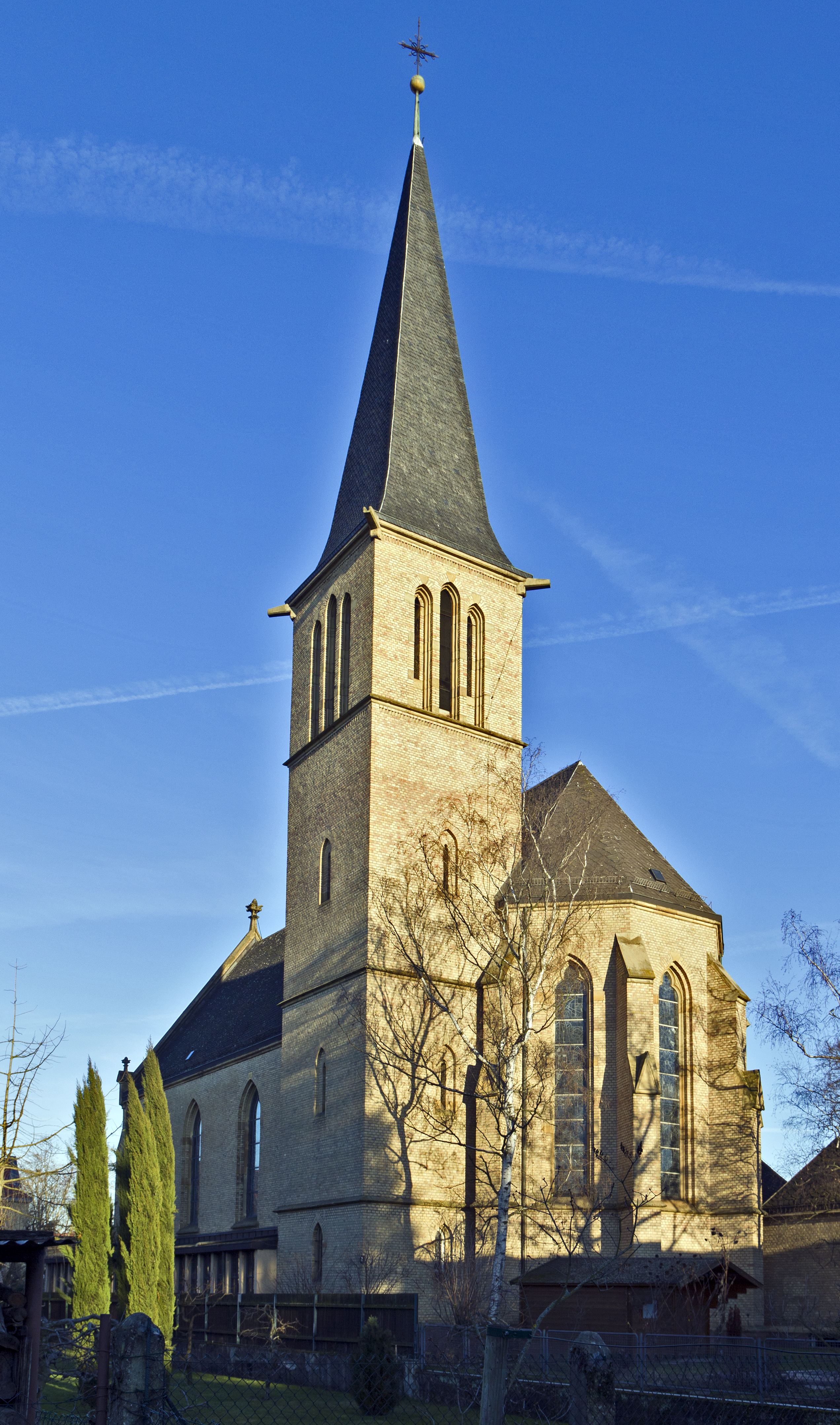
Ansicht von Westen
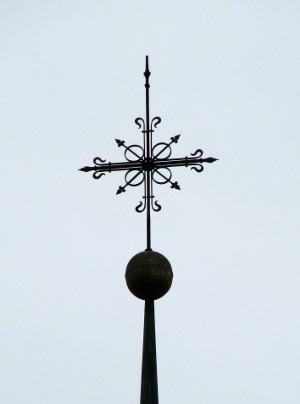
Kreuz auf der Turmspitze
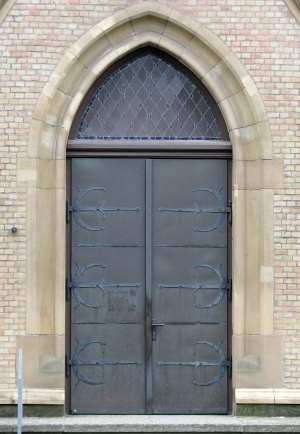
Portal
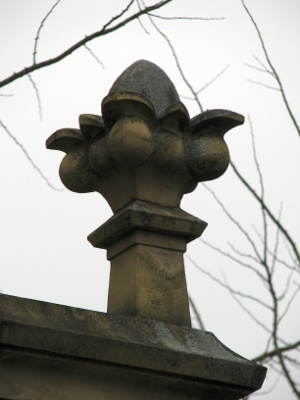
Die Ecken zieren Kreuzblumen

Die Fenster im Chor schuf 1954 Emil Wachter. Sie zeigen den Glaubensweg Mariens und das Leben des Bonifatius. Die acht Fenster im Kirchenschiff stellen Heilige dar (Edith Stein, Hildegard von Bingen, Elisabeth von Thüringen, Theresia vom Kinde Jesu, Franz von Assisi, Christophorus, Franz Xaver und Bernhard von Baden). Vier stammen aus dem Jahr 1936, die anderen vier sowie die Fenster im Turmgeschoss entwarf 1995/96 Michael Mannel. Die Fenster der Seitenschiffe gestaltete Karl Rödel. Die Orgel von Michael Weise besitzt 22 Register auf zwei Manualen und Pedal und wurde 1972 eingeweiht.
Die vier Glocken der Kirche wurden 1953 von der Glockengießerei Schilling gegossen. Das Geläut ist mit den Glocken der benachbarten evangelischen Johannes-Calvin-Kirche abgestimmt.
| Name                       | Mahnung                                              |
| -------------------------- | ---------------------------------------------------- |
| Bonifatius-Glocke          | In Ewigkeit o Herr stehe fest dein Wort              |
| Muttergottes-Glocke        | Alle Tage sind und sage Lob der Mutter unseres Herrn |
| Franz-Xaver-Glocke         | Selig die Gottes Wort hören                          |
| Johannes-der-Täufer-Glocke | Wer glaubt und sich taufen läßt wird selig werden    |